# Carol Semple-Marzetta
Carol Semple-Marzetta (Denver, Colorado; 23 de febrero de 1966) es una competidora de figura profesional estadounidense.

## Primeros años
Semple comenzó a entrenar gimnasia a los 10 años. Su sueño era competir en las pruebas de gimnasia de los Juegos Olímpicos. Sin embargo, se descubrió que padecía la Enfermedad de Osgood-Schlatter, una enfermedad infantil en la que los huesos crecen más rápido que los músculos que soportan. Esto, junto con la carga financiera asociada al entrenamiento, acabó con su sueño de competir en los Juegos Olímpicos. Las graves lesiones que sufrió en un accidente de coche el 23 de mayo de 1983 la obligaron a dejar la gimnasia por completo.

## Carrera
Semple trabajó como instructora de fitness en un balneario local durante sus 20 años. Mientras se entrenaba allí, se enteró de la existencia de la competición Ms. National Fitness y empezó a entrenar para ella. Se convirtió en la primera en ganar el Ms. Fitness USA y el Ms. Fitness World de forma consecutiva, y en ganar el Ms. Fitness USA y el Ms. Fitness World en el mismo año. También fue la primera en ganar el Fitness International en 1997 y la primera en ganar el Fitness International y el Fitness Olympia en el mismo año.

### Historial competitivo
- 1997 - IFBB Fitness International – 1º puesto[1][2][3]
- 1997 - IFBB Fitness Olympia – 1º puesto[1][2][3]
- 1996 - IFBB Fitness Olympia – 5º puesto[1][2][3]
- 1995 - IFBB Fitness Olympia – 2º puesto[1][2][3]
- 1995 - IFSB Ms. Fitness World – 1º puesto[1][2][3]
- 1995 - NFSB Ms. Fitness USA – 1º puesto[1][2][3]
- 1994 - IFSB Ms. Fitness World – 1º puesto[1][2][3]
- 1994 - NFSB Ms. Fitness USA – 1º puesto[1][2][3]
- 1993 - NFSB Ms. Fitness USA – 2º puesto[1][2][3]
- 1993 - Ms. Galaxy Obstacle Course – 1º puesto[2]
- 1993 - NFSB Ms. National Fitness – 1º puesto[1][2][3]
- 1992 - NFSB Ms. National Fitness – 1º puesto[1][2][3]
- 1991 - NFSB Ms. Fitness USA – 2º puesto[1][2][3]
- 1991 - NFSB Ms. National Fitness – 3º puesto[2]
- 1991 - NFSB Ms. Fitness Colorado – 1º puesto[1][2][3]